# 기러기목
기러기목은 150여 종을 포함하는 새의 한 목으로, 까치기러기과, 떠들썩오리과, 오리과의 세 과로 이루어져 있다. 몸은 중형이거나 대형이며, 다리가 짧은 물새이다. 몸 표면에는 솜털과 깃이 빽빽하게 나 있으며 깃기름샘이 발달하여 있다. 다리에는 네 개의 발가락이 있는데, 앞쪽 세 개의 사이는 물갈퀴로 연결된 것이 많다. 부리는 대부분 넓적하며 두꺼운 혀를 가지고 있다. 땅 위 또는 나무줄기의 빈 곳에 집을 만드는데 특히 알을 낳을 자리에는 솜털을 깐다. 기러기·고니·원앙 등이 알려져 있다.

## 하위 과
- 까치기러기과 (Anseranatidae)
- 떠들썩오리과 (Anhimidae)
- 오리과 (Anatidae)

## 계통 분류
2020년 쿨(Kuhl) 등의 연구에 의한 조류의 계통 분류이다.
| 닭기러기류 | \| \| 닭목 \| \| \| \| \| \| 기러기목 \| \| \| \| |
|            | \| \| 닭목 \| \| \| \| \| \| 기러기목 \| \| \| \| |
|            | 신조류                                            |
|            |                                                   |
|            | 닭목                                              |
|            |                                                   |
|            | 기러기목                                          |
|            |                                                   |

|  | 닭목     |
|  |          |
|  | 기러기목 |
|  |          |

| 닭기러기류 | \| \| 닭목 \| \| \| \| \| \| 기러기목 \| \| \| \| |
|            | \| \| 닭목 \| \| \| \| \| \| 기러기목 \| \| \| \| |
|            | 신조류                                            |
|            |                                                   |
|            | 닭목                                              |
|            |                                                   |
|            | 기러기목                                          |
|            |                                                   |

|  | 닭목     |
|  |          |
|  | 기러기목 |
|  |          |